# قناة آفاق
قناة آفاق قناة فضائية إخبارية متنوعة وتبث من بغداد وتهتم هذه القناة بالأخبار السياسية والرياضية والاقتصادية بدأ البث والإطلاق سنة 1 أبريل، 2006
القناة تأسست من قبل نوري المالكي

## برامج القناة

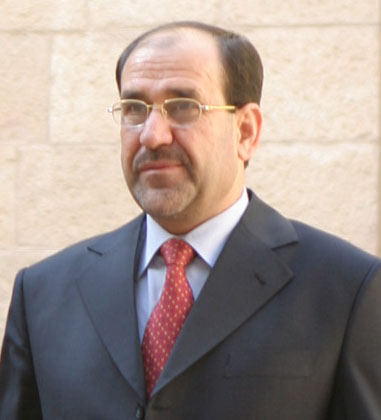
صورة لنوري المالكي مؤسس قناة آفاق

دوائر : فكرة البرنامج هو عبارة عن برنامج أسبوعي حي يبث على هواء مباشرة ويقرأ ويراجع كل الملفات السياسية والاقتصادية على مستوى محلي وعربي وعالمي تعده وتقدمه الإعلامية ابتسام القطان, ويبث البرنامج كل يوم سبت وثلاثاء على الساعة السادسة مساءً بتوقيت العراق.
مجلس عراقي: فكرة البرنامج هو عبارة عن ملتقى سياسي اجتماعي، يناقش علنا الشأن العراقي بشكل خاص والشأن العربي والعالمي بشكل عام من قبل ضيوف في المجلس بمختلف اختصاصاتهم وانتمائاتهم السياسية والمذهبية ليرسم من خلال ذلك لوحة أصيلة بكل ألوان الشعب العراقي ويبث البرنامج في الساعة التاسعة والنصف مساءً من كل يوم سبت ويعاد يوم الأحد الساعة الحادية عشر صباحآ ويقدم من قبل محمد الحمد.
حسجة اونلاين : فكرة البرنامج هو برنامج أسبوعي من أعداد وتقديم الإعلامي عمار الوائلي يتناول من خلاله أهم القضايا السياسية من خلال البرنامج ويبث بعد نشرة الأخبار في أيام السبت والثلاثاء والخميس.
الخط الساخن: فكرة البرنامج هو عبارة عن برنامج أسبوعي حي من تقديم وإعداد الاعلامي حسين رياض والذي يعرض مشهد الخدمات في العراق على مرأى ومسمع المسؤول (ضيف الحلقة) خلال ساعة من الزمن، ويبث البرنامج كل ثلاثاء الساعة الثالثة والنصف مساءُ.
آفاق رياضية: فكرة البرنامج هو برنامج رياضي أسبوعي من تقديم نور صبري وهو حارس مرمى في المنتخب العراقي، ويتناول أهم الأحداث الرياضية في الكرة العراقية، ويبث كل جمعة الساعة التاسعة والنصف مساءُ.
بلا تحفظ: فكرة البرنامج سياسي أسبوعي يتناول الشأن السياسي العراقي بطروحات جريئة يعده ويقدمه الإعلامي امير علي حسون، ويبث كل يوم اثنين الساعة العاشرة مساءً.
بين الناس: فكرة البرنامج برنامج أسبوعي من تقديم الأعلامية نور علي يسلط الضوء على أهم الشخصيات الفنية والأجتماعية في جولة حرة بين الناس للتعرف على الوجه الأخر لضيف من خلال لقاء الناس به، ويبث كل يوم خميس الساعة 11 مساءً.
صدى الأحداث
الحد الفاصل:فكرة البرنامج هو برنامج سياسي حي بواقع حلقتين في الأسبوع من أعداد وتقديم الأعلامي (محمد الكاظم) يتناول فيه المشهد السياسي العراقي ويرصد جميع المواقف السياسية المحلية والعربية والعالمية، ويبث كل يوم أربعاء وخميس الساعة التاسعة والنصف مساءُ.
مساؤكم عراقي:فكرة البرنامج هو برنامج اجتماعي، يبث كل يوم الساعة الخامسة عصرآ ما عدا يومي السبت والأحد .
محطات اقتصادية:فكرة البرنامج برنامج أقتصادي أسبوعي من تقديم الأعلامية أمل علي يسلط الضوء على الشأن الأقتصادي العراقي والعربي والعالمي ويرصد أهم التجارب الأقتصادية في العالم، ويبث كل يوم خميس الساعة السادسة مساءُ.
دعها تتكلم: فكرة البرنامج برنامج أسبوعي من تقديم الأعلامية أمل علي يناقش معادلة أسرية غالباً ما تكون غائبة عن أصحاب الشأن، ويخوض في مشكلات المرأة حصراً من قبل أختصاصين وباحثين في الشأن الأجتماعي، مؤشراً على أهم القضايا الأجتماعية، ويبث كل يوم اثنين الساعة السادسة مساءُ.
برامج رمضان:فكرة البرنامج هو برنامج ديني يعرض في شهر رمضان فقط .
بالمتقدم:فكرة البرنامج هو برنامج يعرض كل يوم أحد وثلاثاء وخميس الساعة العاشرة والنصف مساءُ ويعاد يومي السبت والاثنين الساعة الحادية عشر صباحآ، ويتناول أخبار تقدم الجيش العراقي والقوات الأمنية في مختلف انحاء العراق.
فورس بلس:فكرة البرنامج هو عبارة عن برنامج منوع، يعرض يوم الجمعة الساعة السابعة مساءُ ويعاد يوم السبت الساعة الحادية عشر صباحآ، وهو من تقديم كل من حسين الناصر - نور علي - ايهاب السماك - امل علي
لقاء خاص:فكرة البرنامج برنامج حواري مع ضيف مهم لبحث قضية مهمة في الشأن العراقي والعربي من تقديم ( محمد الحمد )، ويبث كل يوم أحد وثلاثاء الساعة التاسعة والنصف مساءُ.
'قران يتلى: فكرة البرنامج هي برنامج ديني أسبوعي من اعداد وتقديم الاعلامي (يحيى الصحاف) يتناول شروط تلاوة القرآن الكريم وأحكامه ويعرف المشاهدين بذلك، ويبث كل يوم جمعة الساعة الثالثة عصرآ.
حصاد آفاق: فكرة البرنامج هو برنامج سياسي يومي يتقصى الحقائق ويبحث عنها ويكشف زيف القنوات والمؤسسات الاعلامية والاستخبارية التي تعمل على حرف المجتمعات وبث السموم الطائفية والسياسية في اوساط الشباب خاصة وعموم المجتمعات العربية والاسلامية في العالم، ويتبنى البرنامج مهمة الدفاع عن الشعوب المضطهدة ونقل الصورة الحقيقية للمشاريع، ويعرض الساعة العاشرة مساءُ من يوم السبت إلى يوم الخميس.

## عقوبات أمريكية
أعلن مسؤول بالأمن القومي الأمريكي تأكيده أن حكومة الولايات المتحدة حجبت مواقع إلكترونية مرتبطة بإيران بهدف مواجهة (معلومات مضللة) ومنها موقع قناة أفاق على شبكة الأنترنيت .

## الجوائز
جائزة أفضل دراما - فيلم الشهيد محمد باقر الصدر

## انظر ايضآ
- قناة العراقية
- قائمة قنوات تلفزيونية عراقية
- قناة السومرية الفضائية
- قناة الغدير
- قناة العهد

## وصلات خارجية
- الموقع الرسمي قناة آفاق